# حوش سنيد
حوش سنيد هي إحدى القرى اللبنانية من قرى قضاء بعلبك في محافظة بعلبك الهرمل.